# Kata gård

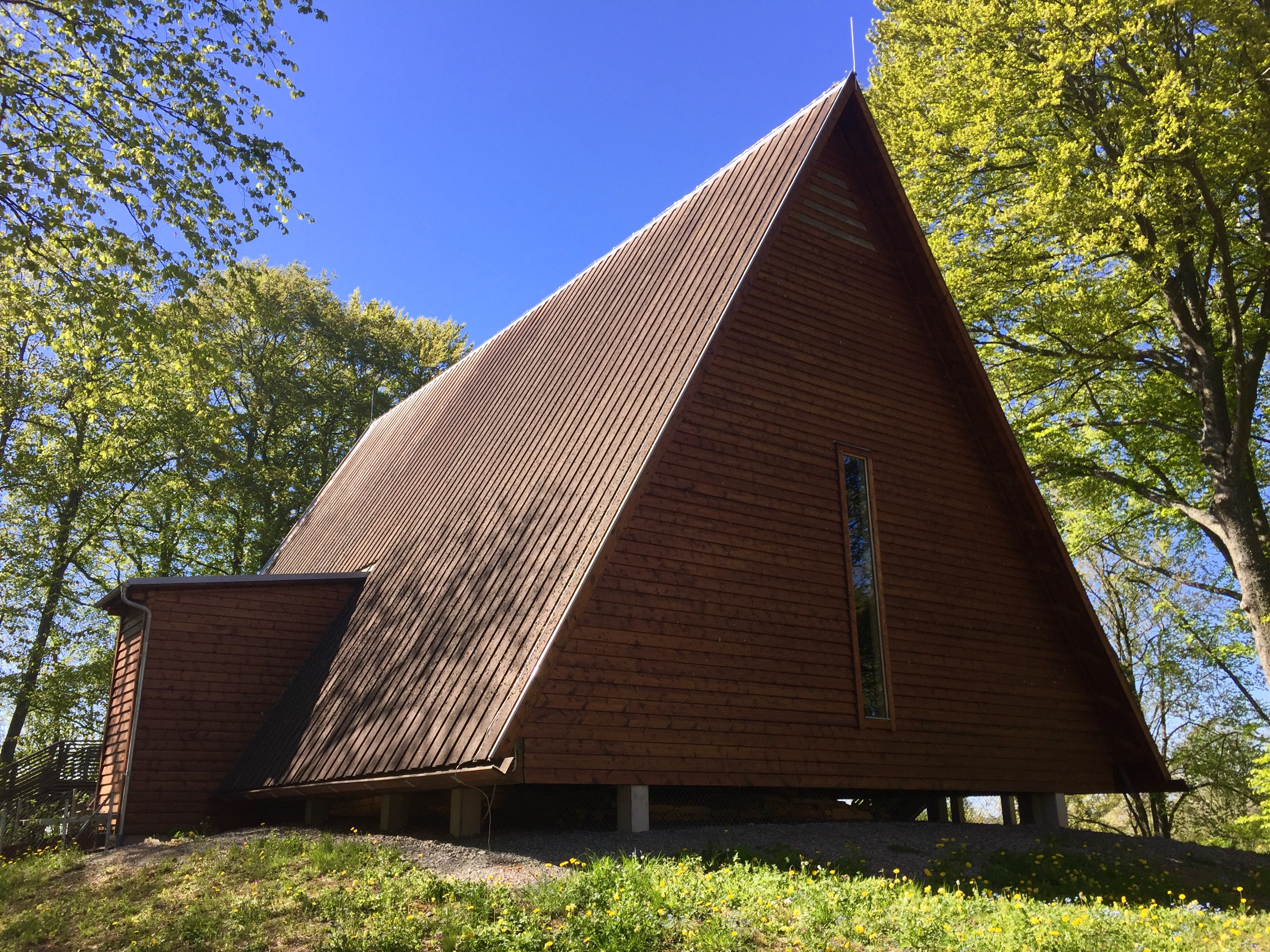
Kata gård i Varnhem.

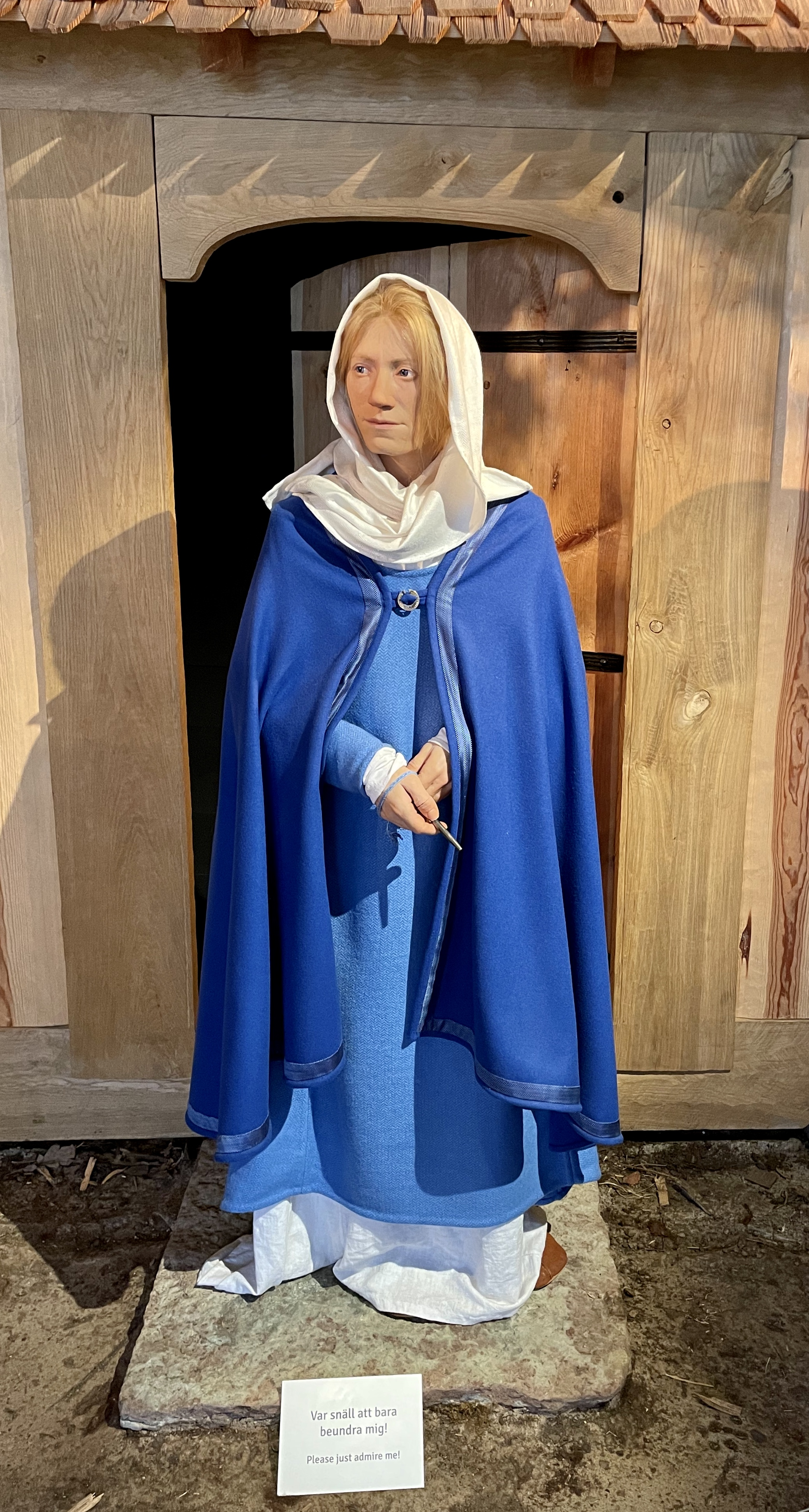
Storgården Varnhems förestånderska Kata, återskapad med modern teknik, efter kristet gravfynd. Hon avled i 30-35-årsåldern cirka år 1040.

Kata gård är lämningar av en storgård och en kristen kyrka från 900-talet i Varnhem, en ort belägen vid västra sluttningen av platåberget Billingen i Skara kommun. På denna plats har människor levt i flera tusen år. Arkeologen Oscar Montelius fann redan på 1870- och 1880-talen fynd som daterats till 100-talet e.Kr. Namnet Kata gård är nutida och baserat på den troliga gårdsägarinnan Kata, maka till Kättil, i början av 1000-talet. Katas påkostade grav har återfunnits på området, utmärkt av en runristad kristen gravsten. Man har även funnit en man i en annan grav på området från ungefär samma tid, som man antar vara Katas make Kättil.
På en kulle bakom klosterruinen i Varnhem finns lämningarna kvar efter denna rika och mäktiga storgård som låg här innan klostret etablerades på 1100-talet. Arkeologiska utgrävningar har visat att Västergötland kristnades senast på 900-talet. I de tusentals gravar som finns runtomkring den gamla stenkyrkan har de döda begravts utan kremering och med huvudet i väster och fötterna i öster, enligt kristen tradition. De äldsta påträffade gravarna har daterats till 900-talets första hälft.

## Utgrävningar

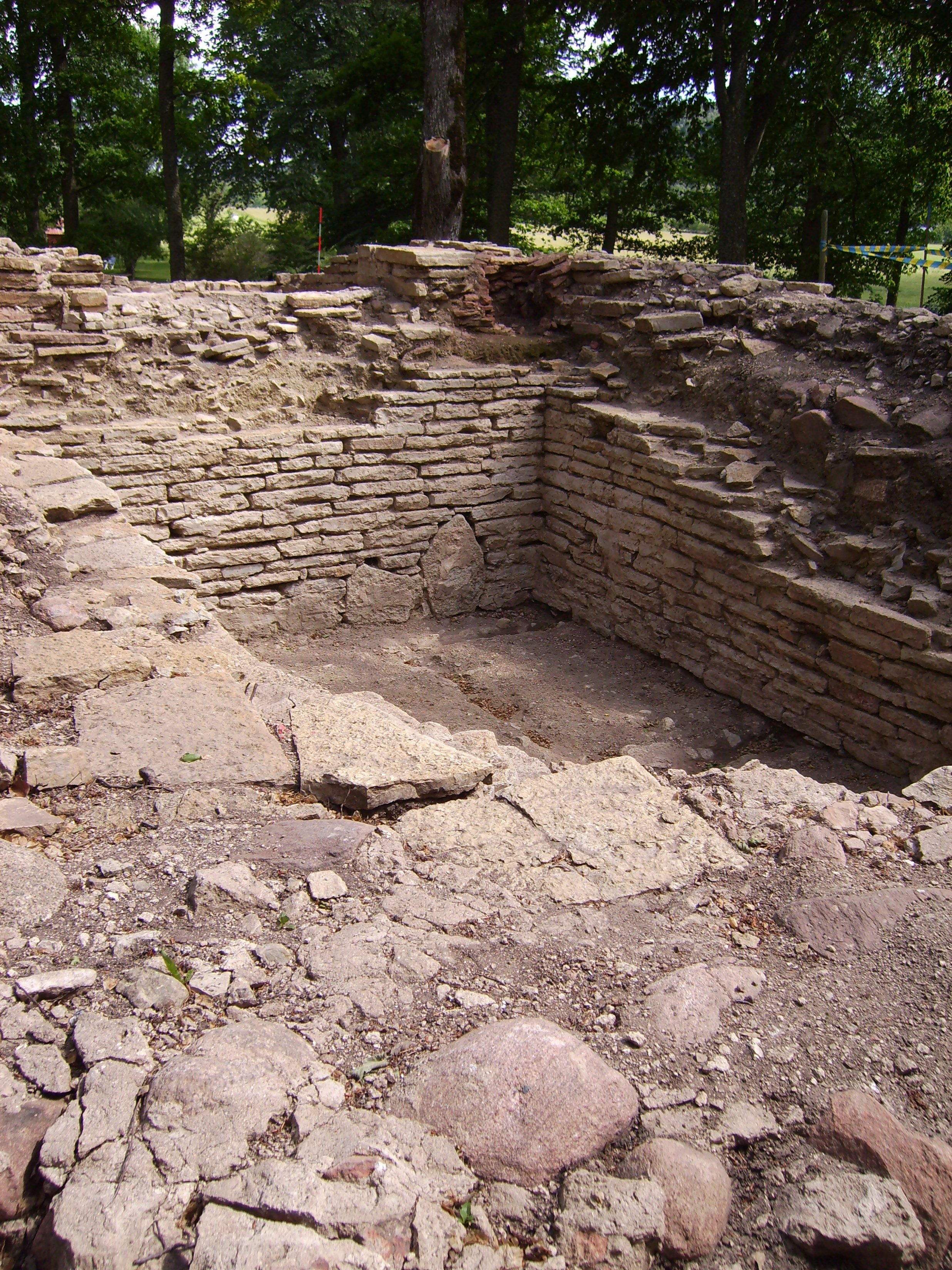
Den ursprungliga stenkyrkan i Varnhem som nu finns i den överbyggnad som heter Kata gård. Bild från utgrävningen 2007.

Utgrävningarna av stenkyrkan startade på hösten 2005 som ett samarbete mellan Västergötlands museum och Göteborgs universitet, och pågick under tolv år. Föremålen som hittats vid utgrävningarna visas på Västergötlands museum i Skara. Allmänheten var välkommen att titta på under utgrävningarna och arkeologerna genomförde hundratals guidade visningar för olika grupper.
Redan vid Oscar Montelius utgrävningar fann man föremål från romarriket och engelska mynt, vilket tyder på att Varnhem redan vid vår tideräknings början hade nära kontakter med kontinenten. I gravarna har man, förutom mänskliga skelett, även påträffat skelett efter vinthundar - en statussymbol i Rom vid den tiden - och tamkatter, som fått följa med den döda i graven. År 1873 fann man en silverskatt bestående av 476 anglosaxiska silvermynt, varav det yngsta var präglat på 1030-talet. Runstenar i området vittnar om att västgötska män deltog i danske kungen Knut den stores styrkor i England efter erövringen 1015.
När den första träkyrkan byggts i slutet av 900-talet blev gårdsgravfältet en kristen kyrkogård där gravarna sorterades efter både social status och kön; kvinnor begravdes på den norra sidan av kyrkan, män på den södra. Närmast kyrkan låg ägarfamiljens gravar. Lite längre ut begravdes de fria bönderna och längst ut mot kyrkogårdens kanter fanns trälarnas gravar. I de finaste gravarna runt kyrkan har man lagt de döda i kalkstenskistor. Det finns även många gravar där man använt en träkista, hopfogad med järnspik. I de enklaste gravarna finns inga spår av kistor. På den nästan 4 000 kvadratmeter stora kyrkogården, som omgärdade kyrkobyggnaden har man funnit tusentals gravar. Den finaste graven, Katas grav, hittades precis norr om kyrkogrunden.

## Kyrkobyggnaderna och Katas grav

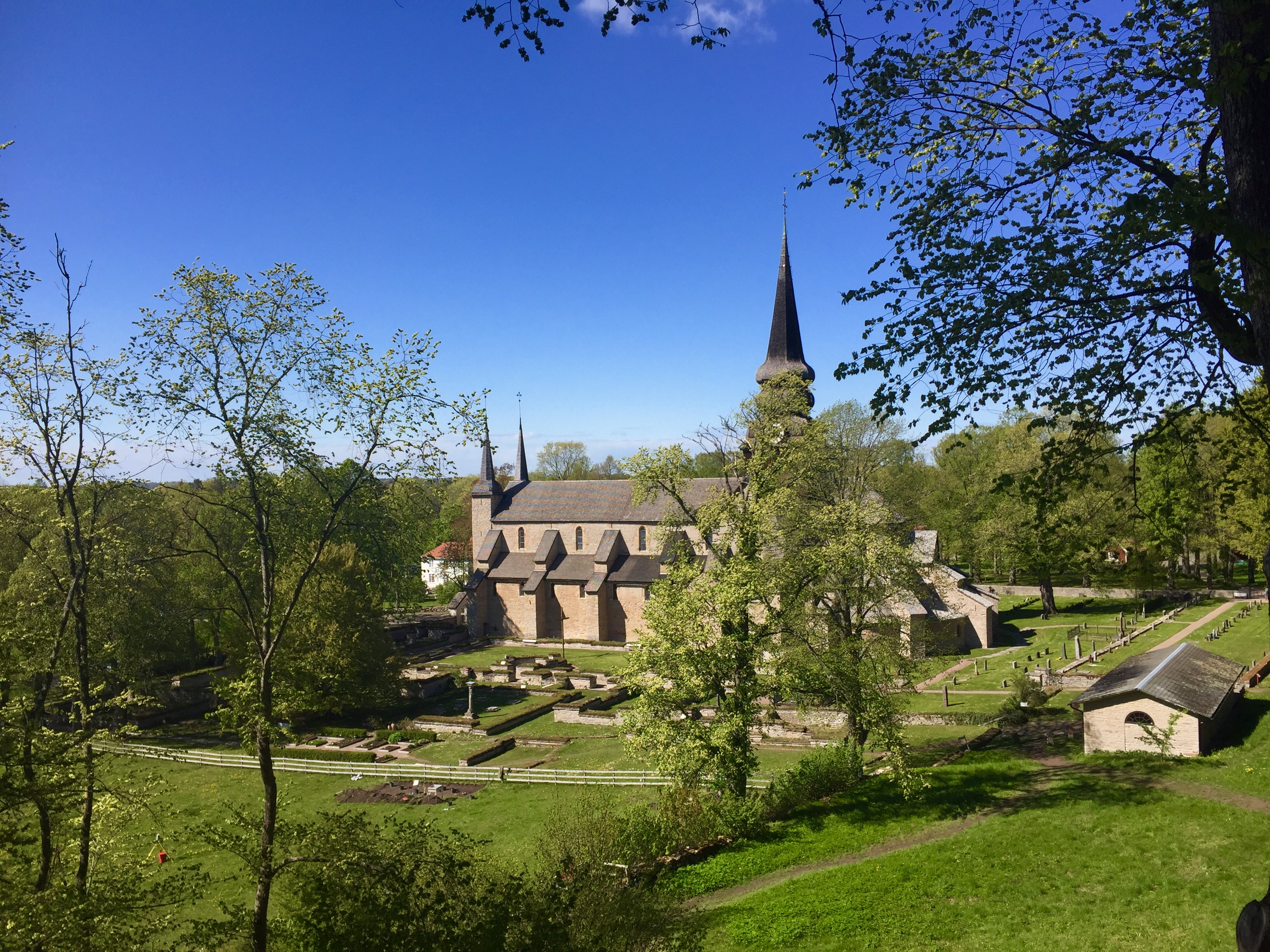
Utsikt över Varnhems klosterkyrka från Kata gård.

Den första kyrkan man funnit spår efter är en liten träkyrka, byggd omkring år 1000. Den ersattes efter några decennier av en större träkyrka med en stenkällare under långhuset i väster. Mot slutet av 1000-talet hade träväggarna ersatts av sten, och kyrkan mätte 15x8 meter fullt utbyggd. Kunskapen om byggande i sten fanns inte i det dåtida Västergötland, utan man har sannolikt bjudit in utländska experter för att bygga stenkyrkan, förmodligen från Danmark, Tyskland och England. Under 1100-talet tog byggandet av stenkyrkor fart i området. De många stenkyrkorna kan tolkas som bevis på rikedom och överskott från jordbruk och boskapsskötsel. Fram till munkarnas ankomst var kyrkobyggnaderna i privat ägo och tillhörde storgodset Varnhem. Ägarfamiljen på gården bekostade kyrkobygget och avlönade prästen.
De två meter höga väggarna i kryptan bestod av lokalt bruten kalksten, sannolikt resta någon gång i mitten av 1000-talet. Källaren kan bl.a. dateras genom förekomsten av stenkistor som är tillkomna efter det att källaren byggts. Den finaste av stenkistorna har ett trängre parti, en huvudnisch, som var utmärkande för det högre skiktets gravar. Kvinnoskelettet i graven har genom kol-14-metoden daterats till omkring år 975 ±30 B.P. På denna grav har legat en runsten med inskriptionen: "Kætill gærði sten þennsi æftiR Katu konu sina systur þorils" (Kättil gjorde denna sten efter Kata sin hustru Torgils syster). Detta är alltså Katas grav. Stenen med korset och runristningen togs tillvara redan år 1884 i parken sydost om Varnhems klosterkyrka, norr om den då okända ruinen av kyrkogrunden från 1000-talet.
Kata var mellan 30 och 35 när hon dog, 160 centimeter lång och spensligt byggd. Man har hittat tygrester från de kläder hon begravdes i, och hennes tänder var i mycket gott skick, utan några tecken på karies, infektioner eller påtagligt slitage. Hennes skelett visar heller inga tecken på att ha utfört tungt kroppsarbete. Man har därför dragit slutsatsen att detta var en högt uppsatt kvinna som med all sannolikhet ägde storgården Varnhem tillsammans med sin make Kättil. En docka i full skala har skapats av modellmakaren Oscar Nilsson, klädd i dräkt återskapad av museipedagogen Mari Wickerts vid Göteborgs stadsmuseum, och finns utställd på Västergötlands Museum.

## Donationen av fru Sigrids gård
Storgården i Varnhem var i privat ägo fram till 1100-talet. Den sista kända ägaren av gården hette enligt Varnhemsberättelsen Sigrid, och var släkt med dåvarande drottningen Kristina Björnsdotter som härstammade från Stenkilska ätten. Fru Sigrid donerade gården ca. år 1150 till kyrkan så att de kunde etablera ett munkkloster. Kristina Björnsdotter ogillade dock donationen av godset till kyrkan och fördrev munkarna under en tid, eftersom hon ansåg att hon hade arvsrätten till gården genom sitt släktskap med fru Sigrid. Tvisten kunde dock lösas och munkarna kom tillbaka för att fortsätta bygga Varnhems kloster. Detta cistercienserkloster blev snart ett av de största i Europa.
Den gamla stenkyrkan ingick i fru Sigrids donation till kyrkan, men då cisterciensermunkarna byggde sin egen klosterkyrka, hade den gamla stenkyrkan vid slutet av 1100-talet spelat ut sin roll. Den användes istället för andra funktioner inom klosterlivet, bl.a. som verkstad för finare metallhantverk under 1200- och 1300-talen. I koret har man funnit spår av gjuteriverksamhet och i långhuset har man hittat matrester, delar av kammar, en schackpjäs (löpare) gjord av älghorn och annat som antyder att byggnaden använts som bostad. Några av ingångarna sattes igen och en vägg murades upp mellan långhus och kor. I långhuset byggdes en eldstad i ett av hörnen så att byggnaden kunde värmas. Efter donationen avtog begravningarna på kyrkogården, och upphörde helt runt århundradeskiftet 1200. Gårdskyrkan revs troligen under senmedeltiden och stenmaterialet återanvändes på annat håll, så att det mesta av murarna ovan mark försvann.

## Överbyggnaden

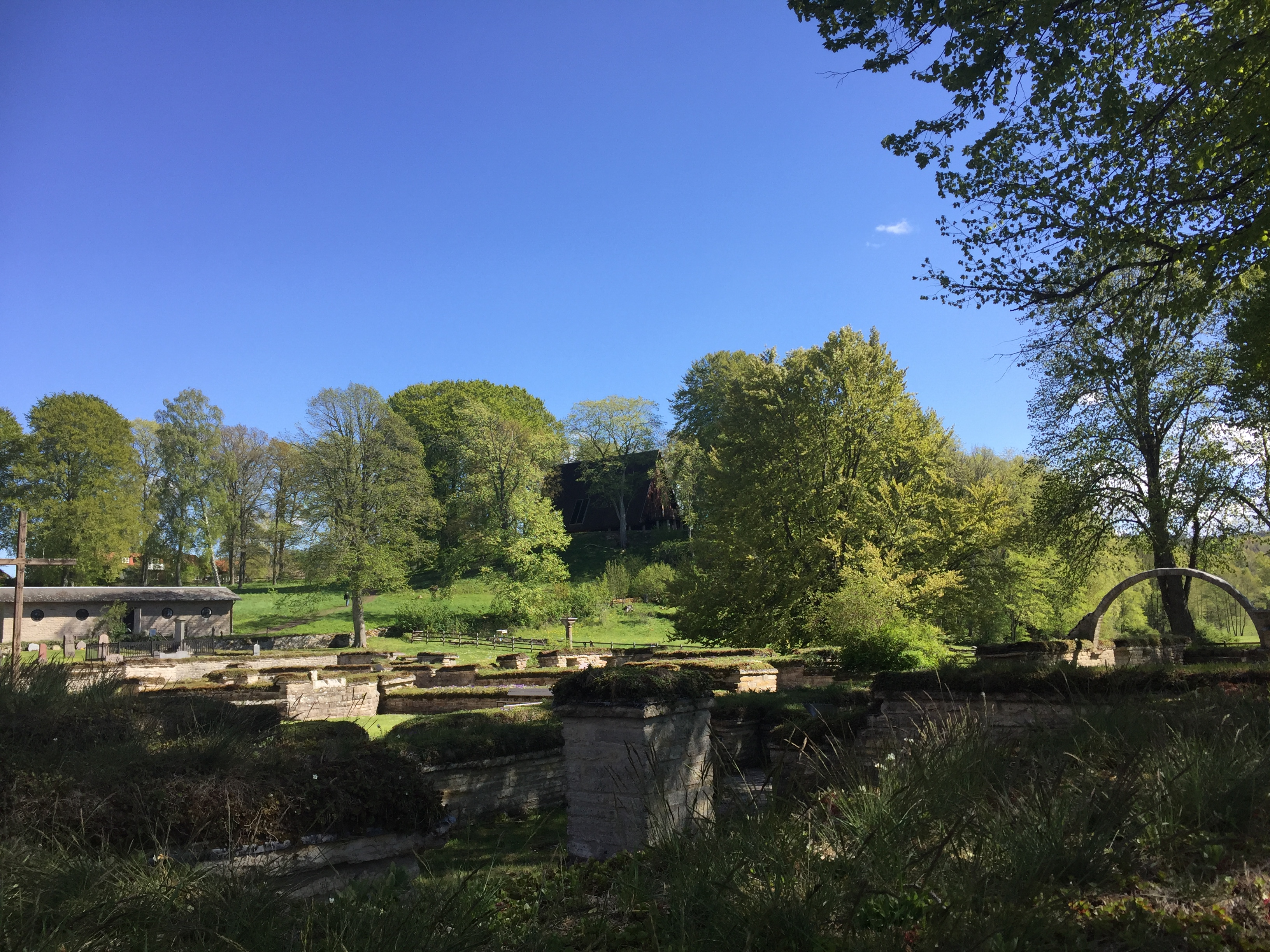
Överbyggnaden Kata gård från Varnhemsklostret

Överbyggnaden över lämningarna invigdes 2017.. Byggnaden är ritad av arkitekt Magnus Silfverhielm som en A-frame-byggnad och konstruerad av limträbalkar. Takstolarna är placerade på horisontella syllar av limträ, som vilar på pelare i marken. Byggnadens lutande väggar är täckta av ett trätjärat faltak. Rummet över grunden ligger öppet för att ge möjlighet att kunna se murverket ovanifrån. Överbyggnaden, som grenslar över ruingrund och grav, är tolv meter bred, 19 meter lång samt tolv meter hög. Inne i byggnaden finns utställningen "Kristna vikingar i Varnhem", samt ett centralt glasgolv, genom vilket man kan se resterna av kryptan som fanns under stenkyrkan och Katas grav med den runristade gravhällen. Kryptan kan vara Sveriges äldsta bevarade rum. Besökarna kan röra sig runt ruinen och se den från alla håll. Ett par modeller visar hur den första träkyrkan och den fullt utbyggda stenkyrkan kan ha sett ut.
Överbyggnaden saknar väggar, utan har bara golv och tak. Byggnaden är ouppvärmd och följer årstidsväxlingarnas utetemperatur. Taket skyddar kyrkogrunden från nederbörd och även från kraftigt solljus, som inte heller är bra för kalkstenen i murarna. Länsstyrelsen i Västra Götalands län har varit en av huvudfinansiärerna och lämnat bidrag till såväl projektering som byggnation samt restaurering av ruinen. Det rör sig om drygt fem miljoner kronor. Byggnaden är ansluten till den två kilometer långa Rosenstigen via en trappa.